# Legio VI Herculia

Carte montrant la division de l’Empire romain entre les quatre tétraques.

La Legio VI Herculia (litt : légion VI consacrée à Hercule) fut une légion de l’armée romaine, créée par Dioclétien (r. 284-305) pour la protection de la province de Pannonie seconde.

## Histoire de la légion

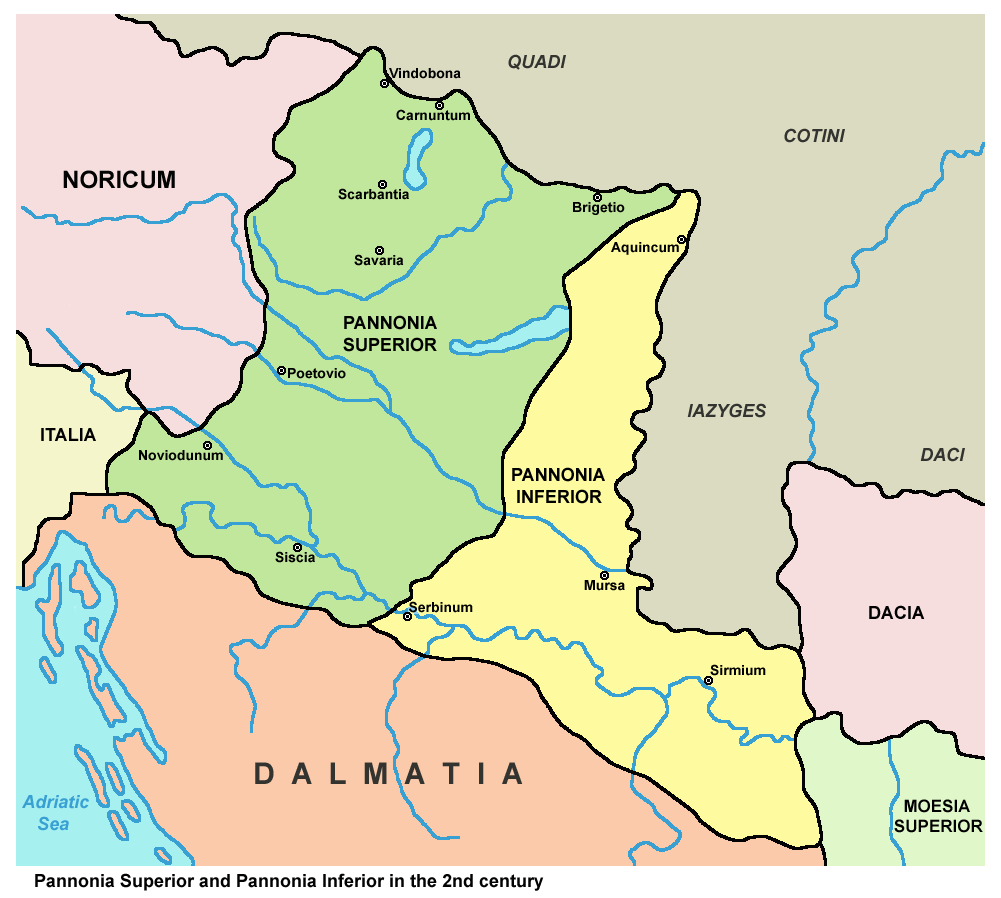
Les deux provinces de Pannonie au II.

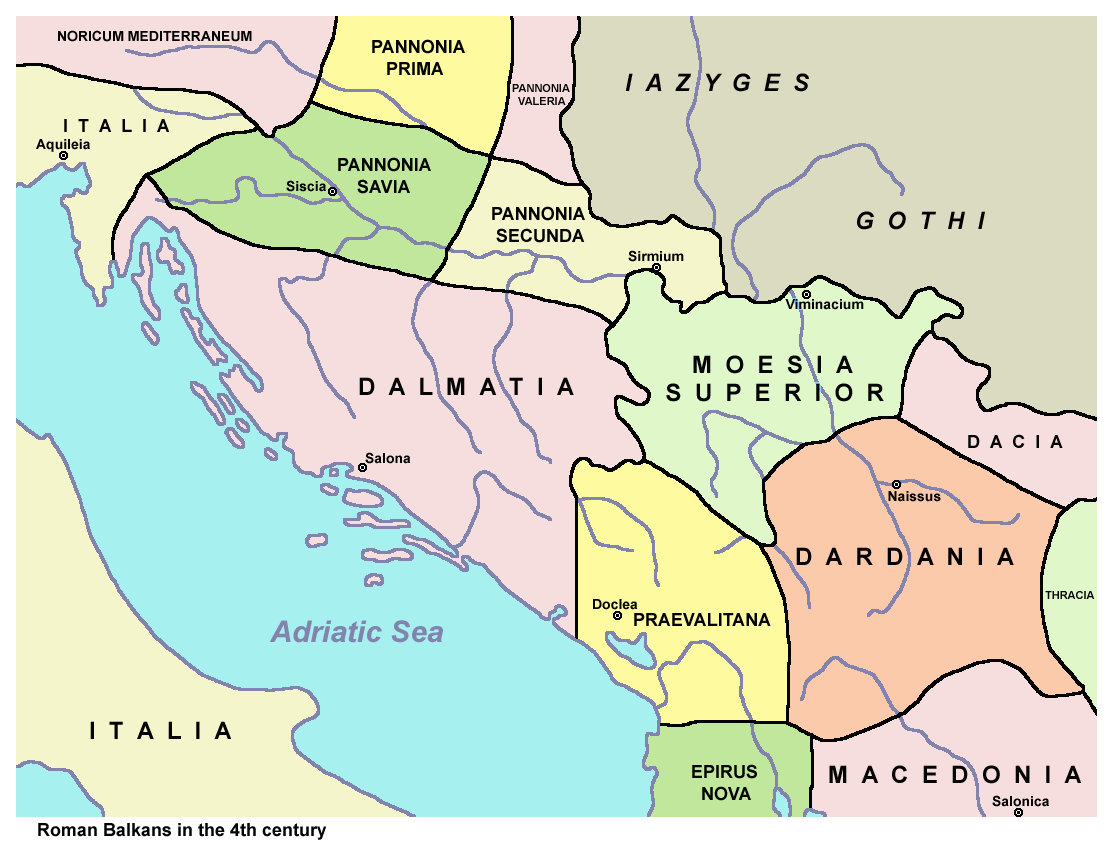
Les quatre provinces de Pannonie après la réforme de Dioclétien.

Au début de son règne en 293, Dioclétien procéda à des réformes en profondeur de l’administration et de la défense de l’empire. Après avoir créé la tétrarchie, système de gouvernement où chacun des deux Augustes (Dioclétien  et Maximien) était secondé par deux Césars (Galère et Constance), il subdivisa les provinces devenues trop vastes pour être administrées adéquatement, faisant passer leur nombre à plus de cent et créa une structure régionale regroupant celles-ci en douze diocèses  ,. 
Il réorganisa également l’armée, créant pour chaque tétrarque une armée mobile (comitatenses), alors qu’un système de fortifications (limes) établi le long de la frontière était gardé par des unités permanentes (limitanei). Tout en conservant les 39 légions déjà existantes, mais dont nombre n’étaient pratiquement plus que l’ombre d’elles-mêmes, il leva au moins 14 nouvelles légions dont celle-ci. On vit également apparaitre de nouvelles unités auxiliaires regroupant sous de nouvelles dénominations, diverses unités à vocation spécialisée. Ainsi, au fort dit Castra ad Herculem, dans le coude du Danube, fut cantonné l’unité Auxilia Herculensia regroupant des troupes de choc et des cavaliers dalmates.
C’est dans le cadre de cette réorganisation et à la veille de la nomination de leurs successeurs que se déroula une conférence sous la présidence des deux Augustes, le Dalmate Dioclétien et le Pannonien Maximien à Carnutum (aujourd’hui Petronell-Bad Deutsch-Altenburg) qui vit la division des provinces de Pannonie supérieure et Pannonie inférieure en quatre : 
- Pannonia prima, au nord-ouest, capitale : Savaria ou Sabaria (aujourd’hui Szombathely en Hongrie)[5], [6];

- Pannonia Valeria, au centre, capitale : Soipianae (aujourd’hui Pécs en Hongrie);

- Pannonia Sava, au sud-ouest, capitale : Siscia (aujourd’hui Sisak en Croatie);

- Pannonia secunda au sud-est, capitale : Sirmium (aujourd’hui Srmeska Mitrovica en Serbie).

Deux légions furent alors créées pour la protection de la province de Pannonia secunda : la Legio V Iovia et la Legio VI Herculia. Le cognomen (surnom) de la légion VI faisait référence à Hercule, dieu de la mythologie auquel Maximien aimait se comparer et qui assistait Jupiter, divinité en l’honneur de laquelle la légion V avait été surnommée, divinité tutélaire de Dioclétien. Les surnoms des deux légions montraient ainsi qu’elles avaient été créées de concert à l’image des deux Augustes.
À titre de limitanei (garde-frontière), la légion fut stationnée à Teutoburgium (aujourd’hui Vukovar en Croatie ) où, avec la Legio III Flavia (à Singidunum) et la V Iovia (à Castellum Bononia), elle avait pour tâche de protéger la capitale, Sirmium . La présence de la légion est attestée dans la région par de nombreuses inscriptions, entre autres à Mursa (Osijek en Croatie), Bononia (Banostor en Serbie), Cerevic et Ad Militare (Batina, extrême nord-ouest de la Croatie). Cette dernière inscription permet de dater son passage de 307. En fonction de cette date, l’historien hongrois Péter Kovác a émis l’hypothèse que la forteresse Ad Militare ait pu être le premier endroit où la légion fut stationnée.
Selon la Notitia Dignitatum, recension rédigée vers 400, la Sexta Herculea faisait alors partie des forces du Dux Pannoniae II. Cinq cohortes, le gros de la légion, étaient stationnées sous les ordres d’un préfet à Aureo monte (« La Montagne d’or », aujourd’hui Smederevo en Serbie). Un autre préfet commandait une unité à Teutiburgium, alors qu’à Castellum Onagrinum un troisième préfet commandait un détachement conjoint de la Legio VI Herculia et de la Legio V Iovia. 
Ni l’emblème de la légion, ni l’insigne distinctif de son bouclier ne sont parvenus jusqu’à nous.